# Microphthalmus hystrix
Microphthalmus hystrix är en ringmaskart som beskrevs av Fournier 1991. Microphthalmus hystrix ingår i släktet Microphthalmus och familjen Hesionidae. Inga underarter finns listade i Catalogue of Life.